# X (hudební skupina)
X je americká punk rocková skupina, založená v Los Angeles v Kalifornii v roce 1977. Původní členové byli zpěvačka Exene Červenka, zpěvák a baskytarista John Doe (vlastním jménem John Nommensen Duchac), kytarista Billy Zoom a bubeník DJ Bonebrake.

## Diskografie
- 1980 - Los Angeles
- 1981 - Wild Gift
- 1982 - Under the Big Black Sun
- 1983 - More Fun in the New World
- 1985 - Ain't Love Grand!
- 1987 - See How We Are
- 1988 - Live at the Whisky a Go-Go (Live)
- 1993 - Hey Zeus!
- 1995 - Unclogged (Live)
- 1997 - Beyond and Back: The X Anthology
- 2004 - The Best: Make the Music Go Bang!
- 2005 - X - Live In Los Angeles
- 2009 - Merry Xmas From X
- 2020 - Alphabetland